# Cancrisocia expansa
Cancrisocia expansa is een zeeanemonensoort uit de familie Actiniidae.
Cancrisocia expansa is voor het eerst wetenschappelijk beschreven door Pei in 1990.